# Leibic
Leibic (szlovákul Ľubica, németül Leibitz, latinul Laibicium) község Szlovákiában, az Eperjesi kerület Késmárki járásában.

## Fekvése
Késmárktól 2 km-re délkeletre, a Leibic-patak partján, a Poprád mellett fekszik.

## Nevének eredete
Neve a szláv lub (= kedves) szóból ered.

## Története
Oklevélben 1251-ben „Lubicha” néven említik először, majd 1268-ban „Lewcitza” néven írják a település nevét. A szláv őslakosság mellé a tatárjárás után szászokat telepítettek, akik ellentétbe kerültek a szlávokkal. A válságot 1271-ben V. Istvánnak kellett elsimítani. Ekkor „Leybicz”-ként találjuk a városi jogokat kapott települést, majd 1294-ben „Lybicha” alakban említik. 1364-ben jogosult lett hetipiac tartására is. 1412 és 1772 között zálogként Lengyelországhoz tartozott. A középkorban nagy szövőműhelyekkel rendelkező gazdag város volt; 1535-től országos vásárt is tarthatott. Evangélikus iskolája a 16. század második felében létesült. 1656-tól már három országos vására volt. Fejlett volt a kézművesség, híresek voltak posztógyártói, takácsai és szűcsmesterei. 1710–11-ben pestisjárvány pusztított. 1778 és 1876 között közigazgatásilag a 16 szepesi városhoz tartozott.
A 18. század végén Vályi András így ír róla: „LEIBICZ. Leibitzium, Libitza, Lubiza. Szepes Várm. egy a’ leg régibb 16 Szepességi Városok közzűl. Régi lakosai 1204dik esztendő tájban a’ Szászok voltak, és virágzótt vala; míg az 1659. 1680. és 1708dik esztend. Történt szerentsétlen égések által mind a’ Város, mind pedig annak lakosai nagyon meg fogyasztattak. Valamint hogy régi időtöl ólta leg első helyet foglal, a’ Szepességi Városoknak Bíráji között e’ Városnak Bírája, úgy mind azok között a’ Várost is meg tartotta sokáig elsőségét; de már ennél némellyek népesebbek, ’s gazdagabbak is. Ékesíti e’ Várost a’ Szentegyház, és a’ Plebánia, melly az egész Szepességen nevezetes, több épűletei között is tsínosak némellyek. Az evangelikusoknak is van itten Templomjok, és Oskolájok is. Határja e’ Városnak nagyon meszsze terjed, ’s két faluja, és majorsága is van. Lakosai rész szerént mester emberek, posztó szövők, rész szerént pedig földmivelők, némellyek fával is keresik élelmeket. Borsója nevezetes, lennye is nem utolsó terem, fája bőven van mind a’ két féle, Országos, és héti vásárjai is vagynak; de nem nevezetesek, piatzok helyben, és Kézsmárkon.”
1828-ban 2380 lakosa volt. Lakói mezőgazdaságból, kézművességből éltek.
Fényes Elek 1851-ben kiadott geográfiai szótárában így ír a városról: „Leibicz, Lubicza, régi nevezetes város, Szepes vmegyében, Késmárkhoz 1/2 mfldnyire: 857 kath., 1529 evang. német lakossal, két kath. s egy evang. szentegyházzal. Határa messze kiterjed, s terem buzát, rozsot, árpát, zabot, különösen pedig jó borsot és lent. Erdeje felette sok és szép, de mivel távol esik, nem igen jövedelmes. Posztósai részint közönséges, részint finom portékát készitnek. Kereskedése Késmárk szomszédsága miatt annyira csekély, hogy még hetivásárját sem tarthatja fen. Határára 2 falu épült, u. m. Schwefelbad és Majerka, mellyek mint külvárosok szinte polgári joggal élnek. A városon keresztül folyó Leibicz több malmot forgat. Leibicz egy a legrégibb 16 városok közt, s hajdan gazdag város volt, de 1659-ben, 1680-ban, 1768-ban, s legközelebb 1837-ben a tűz nagyobb részét elemészté, sok jeles épületekkel, s mind a három templommal együtt.”
A trianoni diktátumig Szepes vármegye Késmárki járásához tartozott.
Határában jött létre a 18. század során Leibickénfürdő telep, amely 1950-ben rövid időre önállóságát is elnyerte. 1952-ben azonban megszűnt, mert zöme az újonnan létrehozott Javorina katonai gyakorlótér területére esett. A katonai területen kívül eső részét ismét Leibichez csatolták, annak (lakatlan) "Zaľubice" részét alkotva.
A települést 1974-ben a szomszédos Késmárkhoz csatolták, önállóságát csak 1992-ben nyerte vissza.

## Neves személyek
- Marci János (17. század első fele – 1686 után) evangélikus lelkész és tanár.
- Scholcz Rezső (1832-1896) erdőmérnök, erdőigazgatóság-vezető, miniszteri tanácsos
- Emericzy Géza (1838-1887) bölcseleti doktor, állami tanítóképző-intézeti igazgató.
- Pór Ernő (1889-1937) magántisztviselő, kommunista politikus, a Szlovák Tanácsköztársaság külügyi népbiztosa.
- Itt tanult Batizi Miklós (?–1635) evangélikus lelkész.
- Itt tanult Bene János Sámuel (1803-1869) gimnáziumi tanár.
- Itt szolgált Eccard Ábrahám (?–1682) evangélikus lelkész.

## Népessége
| Év:            | 1994. | 2004.    | 2014.    | 2024.   |
| -------------- | ----- | -------- | -------- | ------- |
| Emberek száma: | 3514  | 3947     | 4402     | 4482    |
| Eltérés:       |       | +12,32 % | +11,52 % | +1,81 % |

| Év:            | 2023. | 2024.   |
| -------------- | ----- | ------- |
| Emberek száma: | 4475  | 4482    |
| Eltérés:       |       | +0,15 % |

1880-ban 3084-en lakták, ebből 693 szlovák és 26 magyar anyanyelvű.
1890-ben 3025 lakosából 883 szlovák és 30 magyar anyanyelvű volt.
1900-ban 2803-an lakták: 1189 szlovák és 49 magyar anyanyelvű.
1910-ben 2782-en lakták, ebből 1311 szlovák, 1135 német és 213 magyar anyanyelvű.
1921-ben 2837 lakosából 1443 csehszlovák és 13 magyar volt.
1930-ban 3259-en lakták: 1836 csehszlovák és 6 magyar.
2001-ben 3677 lakosából 3443 szlovák és 1 magyar volt.
2011-ben 4288-an lakták, ebből 3898 szlovák és 1 magyar.
2021-ben 4476 lakosából 4191 (+127) szlovák, 3 (+2) magyar, 140 (+437) cigány, 16 (+28) ruszin, 35 (+5) egyéb és 91 ismeretlen nemzetiségű volt.

## Nevezetességei
- A település feletti erdőben kénes fürdő állt, amely már a 13. században is ismert volt.
- Nagyboldogasszony (Mária Mennybemenetele) tiszteletére épített római katolikus plébániatemploma 13. századi, ékessége Lőcsei Pál mester Madonna-szobra. A 18. században barokk stílusban építették át.
- A Szentlélek templom is 13. századi, eredeti gótikus oltárait a 20. század elején Budapestre szállították. Ezt a templomot is a 18. században barokkizálták.
- Evangélikus templomát 1786-ban építették.
- Házai közül sok gótikus és reneszánsz eredetű, legtöbbjüket a 19. században építették át.
- Mária-oszlopa 1726-ban készült barokk stílusban.